# Saadi

Saadi (Sa‘di) (tiếng Ba Tư: سعدی, tên đầy đủ bằng tiếng Anh: Muslih-ud-Din Mushrif-ibn-Abdullah, khoảng 1203 – 1291?) – nhà thơ, nhà tư tưởng Ba Tư trung cổ, tác giả của những bài thơ – danh ngôn trở thành một khuynh hướng phổ biến trong văn học cổ Ba Tư.

## Tiểu sử
Saadi sinh ở Shiraz, học ở Baghdad. Trong suốt 30 năm (1226 – 1255) ông đi phiêu du khắp các nước Hồi giáo, từ Ấn Độ đến Maroc. Một thời gian ông bị bắt giam ở Tripoli. Trở về Shiraz năm 1256, ông sống thu mình, chỉ tập trung sáng tác. Trong hai năm 1257 và 1258, ông viết được 2 tác phẩm lưu danh tên tuổi của ông muôn thuở: Bostan, 1257 và Gulistan, 1258.
Bostan (Vườn quả) – là một trường ca 9 chương, gồm chuyện kể, ngụ ngôn và những suy ngẫm triết lý. Saadi khuyên người quân tử cần nhân đạo và tận tụy với những kẻ dưới mình, bởi nếu không như thế thì mọi cố gắng chỉ mang lại sự phiền toái. Những suy ngẫm này đi cùng với những ví dụ bằng chuyện kể hoặc ngụ ngôn.
Gulistan (Vườn hồng) – gồm 8 chương về mọi mặt của cuộc sống. Những suy ngẫm về cuộc sống của các bậc Đế vương, về đức tính của người quân tử, về việc tự hài lòng với cái mình có, về cái lợi của sự im lặng, về cách thức giao tiếp xã hội, về giáo dục, về tuổi trẻ, tình yêu… Đấy là những câu chuyện nhẹ nhàng nhưng sắc sảo và hóm hỉnh, những câu ngụ ngôn, những lời khuyên bảo khôn ngoan. Một vài ví dụ: "Chớ thổ lộ hết những bí mật của mình cho bạn, vì rằng, bạn theo thời gian có thể trở thành thù, Cũng đừng làm mọi điều ác cho kẻ thù bởi biết đâu, sẽ có một ngày kẻ thù thành bạn…". "Hãy biết kiệm lời ngay với cả bạn bè, ngay cả khi nói với bức tường im lặng, vì rằng đằng sau bức tường im lặng, có thể có ai đấy lắng nghe…", "Đừng làm chó sói nhưng cũng chớ làm cừu non…"
Ngoài hai tác phẩm kể trên, Saadi còn là tác giả của nhiều thơ trữ tình viết bằng tiếng Ba Tư, tiếng Ả Rập rất nổi tiếng và một vài tiểu luận triết học. Saadi mất ở Shiraz.

## Di sản
Bài thơ “Con cháu Adam” từ tác phẩm “Vườn Hồng” của Saadi được thêu bằng chỉ vàng trên một tấm thảm Ba Tư đặc biệt và được treo trang trọng ở trước cửa của Trụ sở Liên Hợp Quốc ở New York. Bài thơ này được dịch ra hầu hết các thứ tiếng của thế giới và hầu như ai cũng biết. Dưới đây là nguyên bản tiếng Ba Tư và bản dịch tiếng Việt của Nguyễn Viết Thắng. Bản tiếng Việt ưu tiên dịch bám sát ý của nguyên bản tiếng Ba Tư, riêng tiếng Anh có đến hàng chục bản dịch khác nhau:
| بنى‌آدم اعضای یک پیکرند که در آفرینش ز یک گوهرند چو عضوى به درد آورَد روزگار دگر عضوها را نمانَد قرار تو کز محنت دیگران بی‌غمی نشاید که نامت نهند آدمی | Con cháu Adam là những thành viên từ một xác Cùng chung bản chất từ một sáng tạo mà thôi. Nếu bệnh tật tấn công trên cơ thể ở một phần này Thì những phần còn lại của cơ thể làm sao yên được. Nếu bạn thờ ơ trước bất hạnh khổ đau người khác Thì bạn không xứng đáng với tên gọi con người. |

Tổng Thư ký Liên Hợp Quốc Ban Ki-moon từng nói ở Tehran rằng: “Tại lối vào của Liên Hợp Quốc có một tấm thảm tuyệt vời. Tôi nghĩ rằng đây là tấm thảm lớn nhất của Liên Hợp Quốc, nó tô điểm cho bức tường ở Liên Hợp Quốc, là món quà tặng của nhân dân Iran. Cùng với tấm thảm này là những lời kỳ diệu của nhà thơ Ba Tư vĩ đại, Saadi. (At the entrance of the United Nations there is a magnificent carpet – I think the largest carpet the United Nations has – that adorns the wall of the United Nations, a gift from the people of Iran. Alongside it are the wonderful words of that great Persian poet, Sa’adi).